# HMS Havock (H43)
HMS «Хавок» (H43) (англ. HMS Havock (H43) — військовий корабель, ескадрений міноносець типу «H» Королівського військово-морського флоту Великої Британії за часів Другої світової війни.
HMS «Хавок» був закладений 15 травня 1935 року на верфі компанії William Denny and Brothers, в місті Дамбартон. 16 січня 1937 увійшов до складу Королівських ВМС Великої Британії.